# César Muena
César Muena Castillo (Talca, Chile, 30 de abril de 1970) es un exfutbolista chileno. Jugaba de mediocampista y militó en diversos clubes de Chile.

## Trayectoria
Pese a que nació en Talca, tuvo que jugar solamente en equipos de provincia. A los 16 años se trasladó desde Talca hacia Santiago, para enrolarse en las divisiones inferiores de Universidad Católica; sin embargo no estuvo mucho tiempo hasta comenzar su recorrido en provincia. Luego de ser cedido a Municipal Las Condes en 1989, la temporada siguiente parte a Rangers, el club de su ciudad natal, donde está solamente dos años, logrando salvar al conjunto rojinegro del descenso a Tercera División tras derrotar 1-0 a Cobreandino.
Posteriormente se va a Provincial Osorno, donde obtiene el campeonato de segunda división. Al año siguiente se va a Everton, luego en 1994 vuelve a Provincial Osorno.
Después pasó a Cobreloa, equipo en que jugó por 3 años. Incluso jugó con los loínos 2 Liguillas de Copa Libertadores y finalmente no pudo ganarlas, ya que ambas liguillas fueron ganadas por Universidad Católica y en 1997, aún jugando por los loínos, le costó el título del Torneo de Clausura a los cruzados (que habían ganado el Apertura), con un empate a un gol en Santiago, cuyo empate le dio el título del clausura a Colo-Colo, sin que los albos jugaran su partido correspondiente, cuyo partido se jugó un día después de la consagración.
En 1998, fue traspasado a Deportes Iquique, donde estuvo en los planes de Jorge Garcés y el jugador estuvo solo un año en el club. Luego en 1999, el mediocampista fichó en Rangers, club con el cual desciende ese año y asciende a Primera División al año siguiente.
El año 2002 terminó su carrera jugando por Everton.

## Selección nacional
El 11 de octubre de 1995 jugó su único partido por la selección chilena de fútbol, ante Canadá.

#### Partidos internacionales
| 1     | 11 de octubre de 1995 | Estadio Collao, Concepción, Chile | Chile      | 2-0 | Canadá |   |  | Xabier Azkargorta | Amistoso |
| Total | Total                 | Total                             | Presencias | 1   | Goles  | 0 |  |                   |          |

| Selección chilena | Selección chilena | Selección chilena |
| Año               | Partidos          | Goles             |
| ----------------- | ----------------- | ----------------- |
| 1995              | 1                 | 0                 |
| Total             | 1                 | 0                 |

## Clubes
| Club                 | País  | Año       |
| -------------------- | ----- | --------- |
| Universidad Católica | Chile | 1986-1988 |
| Municipal Las Condes | Chile | 1989      |
| Rangers              | Chile | 1990-1991 |
| Provincial Osorno    | Chile | 1992      |
| Everton              | Chile | 1993      |
| Provincial Osorno    | Chile | 1994      |
| Cobreloa             | Chile | 1995-1997 |
| Deportes Iquique     | Chile | 1998      |
| Rangers              | Chile | 1999-2001 |
| Everton              | Chile | 2002      |

## Palmarés

### Campeonatos nacionales
| Título    | Club              | País  | Año  |
| --------- | ----------------- | ----- | ---- |
| Primera B | Provincial Osorno | Chile | 1992 |